# Bruchomorpha triunata
Bruchomorpha triunata är en insektsart som beskrevs av Ball 1935. Bruchomorpha triunata ingår i släktet Bruchomorpha och familjen Caliscelidae. Inga underarter finns listade i Catalogue of Life.